# Kaszub (корвет)

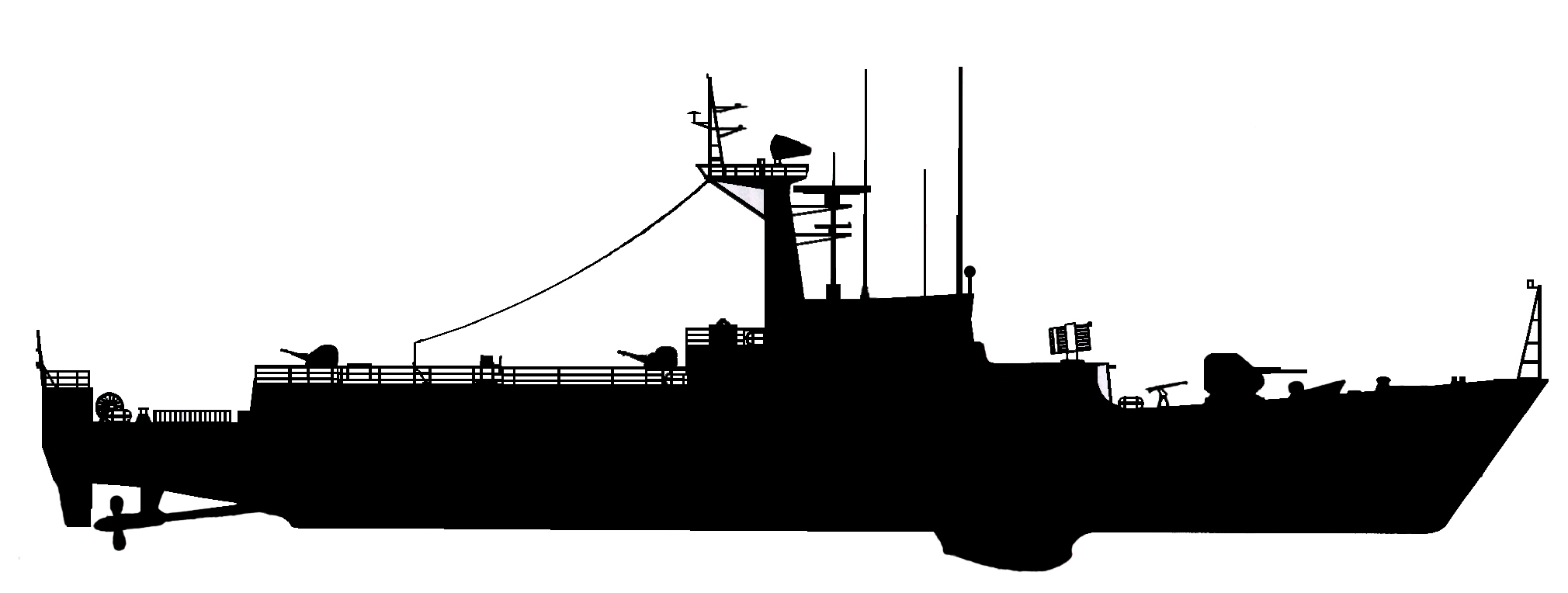
Корвет «Кашуб»

Корвет «Kaszub» (ORP Kaszub) — корвет ВМС Польши, в строю с 1987 года, единственный корабль проекта 620. Первый корабль океанской зоны, построенный в Польше. По состоянию на 2012 год, находится в строю.
Работа над проектом началась еще в 1971 году, однако головной корабль был заложен только 9 июня 1984 года на Гданьской судоверфи (Северная верфь) в Гданьске. «Kaszub» был спущен на воду 11 мая 1986 года, однако вскоре была обнаружена деформация корпуса и валов, которые нуждались в ремонте. Когда корабль вступил в строй 15 марта 1987 года, на нём не была установлена большая часть планировавшегося вооружения, в том числе ЗРК Оса, который работал ненадёжно на небольшом скоростном корабле. Так же из-за проблем с остойчивостью не была установлена артиллерийская установка. Планировалось построить 7 кораблей этого типа, однако был построен только головной корабль.
С 1990 по январь 1991 года «Kaszub» находился в составе польской береговой охраны. В сентябре 1991 года корабль был оснащён носовой 76-мм АУ АК-176.

## Происхождение названия
Кашубы — западнославянский народ, проживающий на севере Польши, на территории, которую часто называли Кашубия. Кашубские корни имеет бывший премьер-министр Польши (2007-2014), действующий Председатель Европейского совета Дональд Туск.

## Галерея

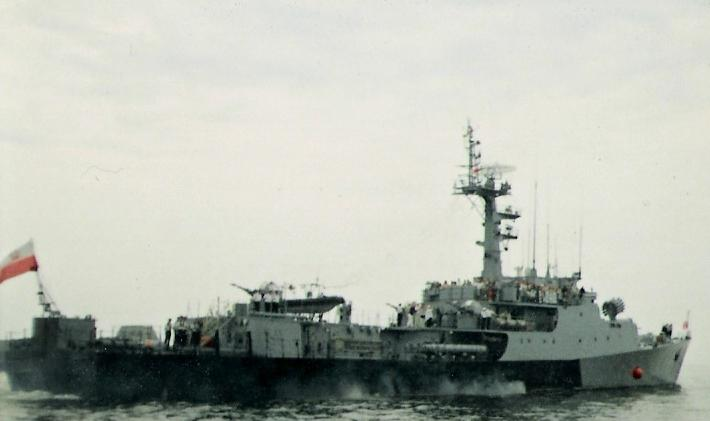
«Кашуб» — вид с кормы
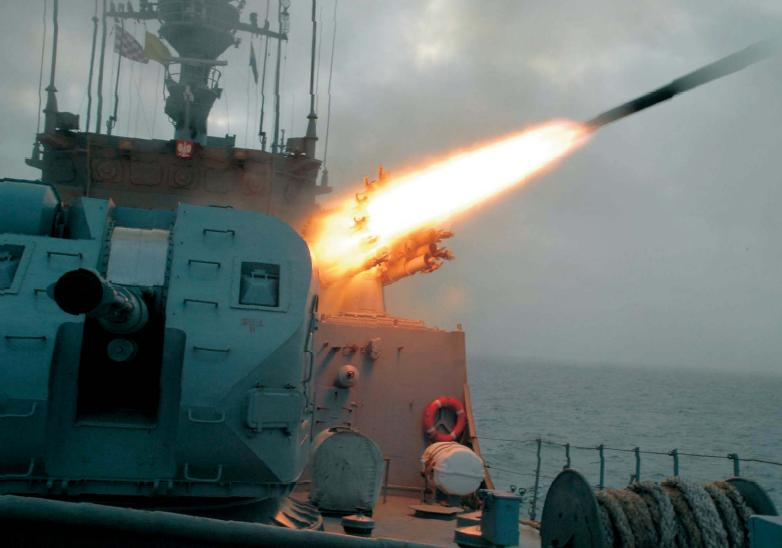
Залп РБУ-6000 с корвета «Кашуб»